# Treorchy
Treorchy (walisisch Treorci) ist ein Dorf in Wales, das früher eine eigenständige Stadt war und dieses Gepräge erhalten hat. Es liegt im County Borough Rhondda Cynon Taf im Tal von Rhondda Fawr. Treorchy gehört auch zu den 16 Communities von Rhondda, zusammen mit den Dörfern Cwmparc und Ynyswen.

## Geographie
Der Ort liegt im Tal des Afon Rhondda Fawr auf ca. 300 m über dem Meer. Der Fluss verläuft von Norden nach Süden und hat eine große Zahl von kleinsten Zuflüssen aus den umgebenden Hügeln. Die umgebenden Höhen steigen bis auf ca. 440 m an. Der Kohlebergbau und teilweise Tagebau hat tiefe Narben im Gelände hinterlassen.

### Verkehr

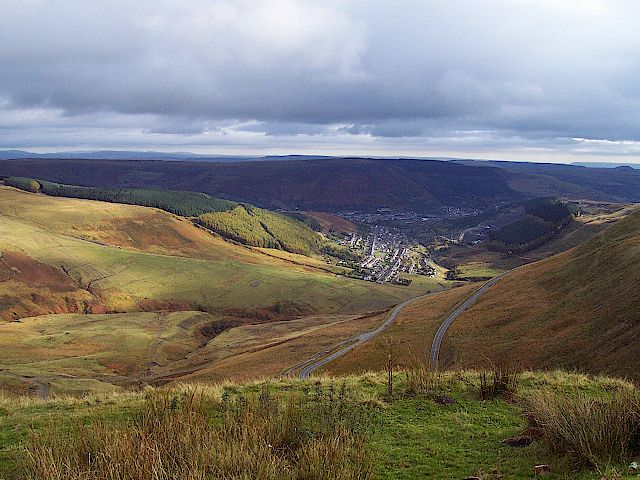
Bwlch-y-Clawdd Road und Treorchy.

Die A4061 über den Pass Bwlch y Clawdd nach Südwesten führt nach Bridgend durch das Ogmore Vale sowie nach Maesteg und Port Talbot. Im Rhondda Fawr Valley führt die A4061 nordwärts weiter zum Ende des Tales bei Treherbert und weiter nach Hirwaun. Es gibt eine Kreuzung mit der Head of the Valleys Road südlich des Brecon-Beacons-Nationalparks.
Die A4058 nach Süden folgt dem Verlauf des Tales nach Llwynypia, Tonypandy, Porth und Pontypridd, wo sie in die A470 nach Cardiff mündet.
Der Bahnhof Treorchy liegt an der Rhondda Line, die durch Transport for Wales/Trafnidiaeth Cymru regelmäßige Verbindungen zum Bahnhof Treherbert und nach Cardiff Central anbietet.
Busse der Firma Stagecoach verkehren nach Blaenrhondda, Blaencwm, Treherbert, Tonypandy, Porth, Pontypridd und Caerphilly. Im Sommergibt es auch Busse (Veolia Transport) nach Bridgend und Brecon.

## Geschichte
Vor der Industrialisierung gehörte der größte Teil des Landes den adligen Familien von Glamorgan. Treorchy speziell gehörte zum Anwesen des Marquess of Bute. Durch die Entdeckung von Kohle wandelte sich das Gebiet grundlegend. Ab 1851 entwickelte sich Treorchy zu einer Industriestadt. Rund um die Kohleindustrie wuchs der Ort im späten 19. Jahrhundert und Anfang des 20. Jahrhunderts enorm an, aber Ende des 20. Jahrhunderts waren alle Kohlegruben wieder geschlossen, wodurch sich ein starker sozialer Verfall ereignete.
Treorchy war zur eigenständigen Stadt geworden, als die Abergorki Colliery, im Norden bei Cwm Orci 1859 durch einen Mr. Huxham als Tagebau gegründet wurde. Huxham war zuvor Manager der Bute Merthyr Colliery gewesen. Die Firma wurde 1862 an J. H. Insole von Cymmer verkauft. Das erste Bergwerk in Treorchy wurde in den 1860ern von David Davies von Llandinam gegraben, dem später die Ocean Coal Company gehören sollte. Anfangs entwickelte sich die Stadt entlange der Hauptstraße, die im Tal entlang führt, aber 1875 entstand auch ein Straßennetz dahinter.

## Sprache
Vor der Industrialisierung war der überwiegende Teil der Einwohner walisisch-sprachig und bis Mitte des 20. Jahrhunderts blieb Walisisch die vorherrschende Sprache. Die ersten Zuwanderer nach Rhondda kamen aus den ländlichen Gebieten von Wales und erst später kam stärkere Zuwanderung von England. Noch 1901 waren 64,4 % der Einwohner des Rhondda Urban District walisischsprachig, aber bis 1911 fiel der Anteil auf 56,6 %.
Ysgol Gymraeg Ynyswen, eine Primary School mit Walisisch als Unterrichtssprache, befindet sich in Ynyswen. Als sie 1950 gegründet wurde, war sie die erste Schule dieser Art in Rhondda. Sie bedient neben Treorchy auch die umliegenden Ortschaften, unter anderem Treherbert, Cwmparc, Penyrenglyn und Blaencwm.

## Wirtschaft
Nach der Schließung der Kohleminen Abergorki, Tylecoch, Parc und Dare Colliery Ende der 1970er wurde Treorchy zu einer Schlafstadt für Pendler, die in den Großstädten wie Cardiff und Bridgend Arbeit fanden. In Treorchy gibt es heute nur noch einige Einzelhändler.

## Religion
In der Frühzeit der Industrialisierung galt Treorchy als Festung der Nonkonformismus mit zahlreichen Chapels, deren größte Noddfa war, eine Welsh Baptist chapel mit mehr als tausend Sitzplätzen und einer stolzen Chor-Tradition.

## Bildung
Treorchy hat heute zwei Schulen: Treorchy Primary School und Treorchy Comprehensive. Die Primary School steht in der Tradition der Treorchy Boys and Treorchy Girls Schools, sie liegt an der Glyncoli Road und wurde nach Originalplänen gebaut, die auch für viele andere Schulen in Rhondda angewandt wurden.
Treorchy Comprehensive School entstand auf dem Gelände der Tylecoch Colliery. Der Sportplatz „Red Ash“ entstand auf den Überresten des Bergwerkseingangs. 2006 wurde dieser Sportplatz durch ein AstroTurf-sportsfield ersetzt. Das Schulgelände erstreckt sich von Chepstow Road, Cwmparc, bis nach Tylecoch Bridge, Treorchy.

## Kultur

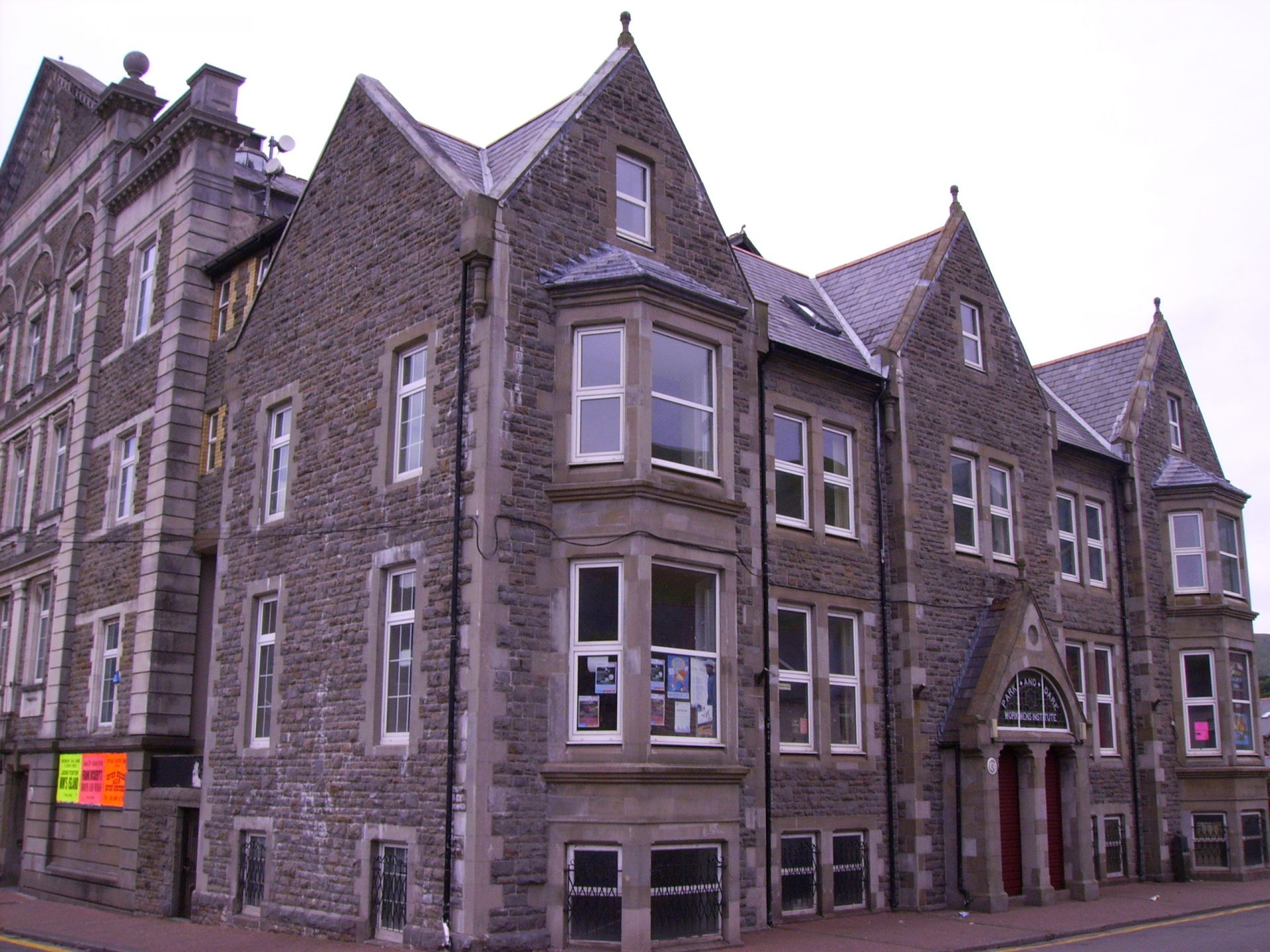
The Parc and Dare Hall.

In der Parc and Dare Hall, trifft sich der Treorchy Male Choir und die Parc and Dare Band. Außerdem gibt es in der Hall Kino-, Theater- und Pantomime-Aufführungen.
1928 wurde in Treorchy das National Eisteddfod (Gesangswettbewerb) abgehalten, das einzige Mal, das dieses Ereignis in Rhondda stattfand.
Der Treorchy RFC spielt in der Rugby Union. Die Spieler haben den Spitznamen „Zebras“.

## Persönlichkeiten
- Euros Bowen (1904–1988), Dichter und Barde
- Billy Cleaver (1921–2003), Rugbyspieler
- Donald Watts Davies (1924–2000), Physiker und Informationstechnologe
- John Davies (1938–2015), Historiker
- Peter George (1924–1966), Schriftsteller und Drehbuchautor
- Noel Kinsey (* 1925), Fußballspieler
- Wayne Jones (* 1948), Fußballspieler
- Clive Thomas (* 1936), Fußballschiedsrichter
- Ceri Morgan (1947–2020), Dartspieler
- Frank Vickery (* 1951), Dramatiker
- Geraint Williams (* 1962), Fußballspieler